# Liebesbriefe eines Unbekannten
Liebesbriefe eines Unbekannten (im Original: שבלולים בגשם Shablulim BaGeshem) ist ein israelisches Romantik-Drama aus dem Jahr 2013 geschrieben von Yariv Mozer, der damit auch sein Spielfilmregiedebüt feierte. Die Hauptrollen wurden mit Yoav Reuveni, Yehuda Nahari und Moran Rosenblatt besetzt. Der Film basiert auf einer Geschichte von Yossi Avni-Levy.

## Handlung
Tel Aviv im Jahr 1989, Homosexualität findet noch im Verborgenen statt. Der junge und gut aussehende Linguistikstudent Boaz lebt seit gut einem Jahr mit seiner Freundin Noa zusammen. Jeden Morgen auf dem Weg in die Universität geht er an der Poststelle vorbei und schaut nach ob endlich der langersehnte Brief bezüglich seines Stipendiums für ein Studium in Jerusalem angekommen ist. Eines Morgens findet er in seinem Briefkasten einen Brief, den er nicht erwartet hat. Ein fremder Mann schrieb ihm einen Liebesbrief, bald folgen weitere Briefe von ihm. Die Briefe erinnern Boaz an seine Zeit bei den israelischen Streitkräften sowie die gemeinsame Zeit und erotischen Abenteuer mit seinem Kameraden Nir und fördern seine homoerotischen Fantasien. Mit jedem Brief, der Boaz erreicht, wird dieser aufmerksamer und fängt an, im Bus, in der Bibliothek und überall sonst Männer zu sehen, die ihn lustvoll anschauen. Während der unbekannte Autor von Boaz ein Signal fordert, ob dieser weitere Briefe erhalten möchte, hat Noa bereits die Briefe gefunden, eins und eins richtig zusammengezählt und sich mit dem Autor getroffen. Doch Noa wartet ab und hofft so, die Beziehung mit Boaz zu retten. Währenddessen stellt Boaz immer mehr seine eigene sexuelle Identität in Frage und muss sich zwischen Noa und dem unbekannten Mann entscheiden.

## Hintergrund
Liebesbriefe eines Unbekannten ist eine Produktion von FishCorb Films, Mozer Films, Regal Entertainment und TuMaCAT Films mit Unterstützung von Rabinovich Film Fund Cinema Project, Reshet Broadcasting und Second Television & Radio Authority. Gedreht wurde in Tel Aviv.
Mozer schrieb das Drehbuch nach einer Kurzgeschichte aus dem Buch Zmorah Bitan von Yossi Avni-Levy, erschienen im deutschsprachigen Raum unter dem Titel Der Garten der toten Bäume.
Die Uraufführung erfolgte auf dem Filmfestival TLVFest in Tel Aviv am 8. Juni 2013, am 20. Juni lief der Film in den israelischen Kinos an. Deutscher Kinostart war am 13. März 2014, am gleichen Tag lief der Film auch in den österreichischen Kinos an. Den Verleih im deutschsprachigen Raum übernimmt Pro-Fun Media. Liebesbriefe eines Unbekannten erschien am 25. April 2014 auf DVD. Liebesbriefe steht in der hebräischen Originalfassung mit deutschen Untertiteln zur Verfügung.
Der Film wurde unter anderem auf dem Montréal World Film Festival, dem UK Jewish Film Festival, dem Merlinka Festival Belgrad und dem Festival Internacional de Cine en Guadalajara präsentiert.

## Rezeption
Bernd Rosenbaum schreibt im Schwulenmagazin queer.de, dass der Film von den Qualitäten des Hauptdarstellers Reuveni profitiere. Außerdem werde keine Chance ausgelassen Reuveni nackt oder halbnackt darzustellen, daneben stelle Reuveni „den Zwiespalt seiner Figur greifbar“ dar. Als Fazit schreibt er: Der Film „bleibt bis zum Schluss auf mehreren Ebenen spannend und eindringlich und lohnt in jedem Fall einen Kinobesuch.“ Kino & Co schreibt, dass man Reuveni „seine leichte Unbeholfenheit und Zaghaftigkeit auch in manchen Szenen an[merke], aber genau das passt perfekt zu dem eher ruhigen Charakter des Boaz.“ Oliver Armknecht ist der Meinung, dass Mozer es gut gelungen sei, die 80er Jahre, im Speziellen die gesellschaftlichen Konventionen, wiederauferstehen zu lassen. Die Szenen aus der Zeit des Militärs sind für ihn überflüssig, ohne diese hätte „der Zwiespalt und die Verwirrtheit von Boaz […] vermutlich noch stärker gewirkt.“ Weiter schreibt er, dass der Film eine gute Variation der Geschichte eines Mannes, „der erste gleichgeschlechtliche Erfahrungen sammelt und damit nicht wirklich umgehen kann“ sei.

## Auszeichnungen (Auswahl)
TLVFest 2013
- Preisträger in der Kategorie Bester Darsteller für Yoav Reuveni
- Preisträger in der Kategorie Beste Darstellerin für Moran Rosenblatt

Montreal World Film Festival 2013
- Nominierung für den Golden Zenith für Yariv Mozer